# Megaselia prolixa
Megaselia prolixa är en tvåvingeart som beskrevs av Borgmeier 1958. Megaselia prolixa ingår i släktet Megaselia och familjen puckelflugor. Inga underarter finns listade i Catalogue of Life.